# Jiří Prokeš
Jiří Prokeš (* 1942 Zlín) je bývalý český fotbalový brankář.

## Hráčská kariéra
V československé nejvyšší soutěži chytal za Jiskru Otrokovice ve třinácti zápasech při její jediné účasti v ročníku 1964/65. Debutoval v neděli 15. listopadu 1964 v Brně – Za Lužánkami, kde otrokovičtí s domácím Spartakem ZJŠ prohráli Lichtnéglovým gólem 0:1. Čisté konto uhájil v pěti utkáních, mezi 12. a 14. kolem zůstal nepřekonán ve třech zápasech po sobě (podrobnosti zde). Za Jiskru Otrokovice nastupoval také ve II. lize. Během základní vojenské služby působil v Dukle Kroměříž.

### Prvoligová bilance
| Ročník             | Zápasy | Góly | Minuty | Nuly | Klub                 |
| ------------------ | ------ | ---- | ------ | ---- | -------------------- |
| I. liga 1964/65    | 13     | 0    | 1 053  | 5    | TJ Jiskra Otrokovice |
| CELKEM I. ČS. LIGA | 13     | 0    | 1 053  | 5    |                      |